# وینسنت شیاولی
وینسنت شیاولی (انگلیسی: Vincent Schiavelli; ۱۱ نوامبر ۱۹۴۸ – ۲۶ دسامبر ۲۰۰۵) یک هنرپیشه اهل ایالات متحده آمریکا بود. وی بین سال‌های ۱۹۷۱ تا ۲۰۰۵ میلادی فعالیت می‌کرد.
از فیلم‌ها یا برنامه‌های تلویزیونی که وی در آن نقش داشته‌است می‌توان به روح، دیوانه از قفس پرید، بازگشت بتمن، آمادئوس، فردا هرگز نمی‌میرد، مردم علیه لری فلینت، مرد روی ماه، دوزخ، مرگ بر اسموچی، کاسپر با وندی ملاقات می‌کند، شاهزاده و سرپرست، والمونت، همان بهتر که بمیرم، به خاطر پیت، تد و ونوس و بَـرّ جدید اشاره کرد.